# الخط الزمني للحرب الفلسطينية الإسرائيلية (24 نوفمبر 2023 – 11 يناير 2024)
تسردُ هذه المقالة المحدثة الخطّ الزمني والأحداث للحرب الإسرائيلية الفلسطينية من الفترة في 24 نوفمبر 2023 حتى 11 يناير 2024.
والمقالة مقسّمة ومرتبة زمنيًا، وتضمّ فقرات أحداث كل يومٍ من أيام الشهر مع روابط لمقالات أخرى مفصلة، لا تقتصر الأحداث على الحرب الدائرة في قطاع غزّة بل تشملُ ما يجري في جبهات أخرى قريبة أو محيطة من الدول المشاركة بشكل مباشر أو غير مباشر في القضية الفلسطينية.

## نوفمبر 2023

### 24 نوفمبر
- 7:00 صباحًا بتوقيت غزة: دخل وقف إطلاق النار حيز التنفيذ في اليوم التاسع والأربعين من الحرب.[1]
- 7:20: دخول شاحنات المساعدات إلى غزة عبر معبر رفح الحدودي.[2][3]
- شكل الوسطاء القطريون غرفة عمليات ذات اتصالات مباشرة مع إسرائيل، والمكتب السياسي لحركة حماس في الدوحة، ومكتب حركة حماس داخل اللجنة الدولية للصليب الأحمر، والمتحدث باسم وزارة الخارجية القطرية الدكتور ماجد الأنصاري.[4][5]
- قُتل فلسطينيان بالرصاص وأصيب 11 آخرون برصاص جنود إسرائيليين أثناء محاولتهم العودة إلى شمال غزة [6]
- 7:19 مساء بتوقيت غزة: أطلقت حماس سراح 24 رهينة، من بينهم 13 إسرائيليًا و10 تايلانديين وفلبينيًا واحدًا. كما أطلقت إسرائيل سراح 39 أسيرًا فلسطينيًا.[7][8][9]
- ندد رئيس الوزراء الإسباني بيدرو سانشيز بـالقتل العشوائي للفلسطينيين خلال زيارته لقطاع غزة. وقد أدان نتنياهو تصريحه، إلى جانب بيان أدلى به رئيس الوزراء البلجيكي ألكسندر دي كرو.[10]
- شارك الفلسطينيون في ست مظاهرات في أنحاء الضفة الغربية.[11]
- تعرضت سفينة الحاويات Symi سي إم ايه - سي جي أم المملوكة لفرنسا والتي ترفع علم مالطا، والمملوكة لشركة Eastern Pacific Shipping ومقرها سنغافورة، والتي يسيطر عليها الملياردير الإسرائيلي عيدان عوفر، للهجوم والتدمير من قبل طائرة بدون طيار إيرانية مشتبه بها في المحيط الهندي.[12]
- تم إخلاء المستشفيات في شمال غزة، بما فيها المستشفى الأهلي العربي من قبل منظمة الصحة العالمية ومنظمة الصليب الأحمر.[13][14]

### 25 نوفمبر
- قُتل رجلان متهمان بالتجسس لصالح إسرائيل في طولكرم على يد كتيبة طولكرم.[15] عُلقت جثثهم على عمود كهرباء ثم تم إلقاؤها في سلة المهملات.[16]
- أطلقت حماس سراح 13 رهينة إسرائيليا وأربعة مواطنين تايلانديين بعد تأخير دام سبع ساعات بسبب اتهامات بأن إسرائيل تنتهك شروط الهدنة.[17] وفي المقابل أطلقت إسرائيل سراح 39 أسيرًا فلسطينيًا.[18]
- أصيب ثلاثة فلسطينيين، كانوا ينتظرون إطلاق سراح ذويهم بالقرب من سجن عوفر غرب مدينة رام الله، برصاص قوات الأمن الإسرائيلية.[19]
- استولى مقاتلون حوثيون مشتبه بهم على سفينة شحن مملوكة لإسرائيل وترفع علم مالطا وكانت تعبر البحر الأحمر.[17]
- أعلن حركة الجهاد الإسلامي في فلسطين مسؤوليته عن هجوم واحد على القوات الإسرائيلية في جنين[17]
- ذكر مدير عام وزارة الصحة أن الجيش الإسرائيلي أطلق النار على الطواقم الطبية خلال وقف إطلاق النار المؤقت الساري.[20]
- ذكر مكتب الأمم المتحدة لتنسيق الشؤون الإنسانية أن أربعة مستشفيات صغيرة فقط في شمال غزة وثمانية مرافق صحية في جنوب غزة ما زالت تعمل.[21]

### 26 نوفمبر
- وبحسب ما ورد قُتل ستة فلسطينيين في غارات إسرائيلية في الضفة الغربية.[22]
- في أول تمديد للهدنة لمدة يومين،[23] تم إطلاق سراح 17 رهينة، من بينهم 14 إسرائيليًا وثلاثة مواطنين تايلانديين من قبل حماس.[24] كما أطلقت إسرائيل سراح 39 طفل فلسطيني.[25]
- أعلن الجيش الإسرائيلي أنه اعترض طائرة بدون طيار فوق البحر الأحمر.[26]
- زار بنيامين نتنياهو جنودا وقادة إسرائيليين في قطاع غزة.[27]

### 27 نوفمبر
- ذكر مسؤولون قطريون أن إسرائيل وحماس اتفقتا على تمديد الهدنة لمدة يومين.[28]
- أطلقت حماس سراح 11 رهينة إسرائيلية بينما أطلقت إسرائيل سراح 33 سجينا فلسطينيا.[29][30]

### 28 نوفمبر
- تم تبادل 10 رهائن إسرائيليين وكلب أليف وتايلانديين اثنين و30 أسيرًا فلسطينيًا في اليوم الرابع من الهدنة.[31] وكان هذا هو التبادل الخامس من نوعه.[32]
- فجر مقاتلون فلسطينيون في غزة عبوتين ناسفتين عن بعد استهدفتا جنودا من الجيش الإسرائيلي يستقلون مركبات مدرعة بالقرب من مستشفى الرنتيسي، بينما اشتبك مسلحو حماس مع القوات الإسرائيلية في طوباس وقالت إنها منعتهم من اعتقال أحد مقاتليها.[33]

### 29 نوفمبر
- أعلن الجيش الإسرائيلي أن القوات الإسرائيلية قتلت ثلاثة مسلحين فلسطينيين في قطاع غزة، بعد أن انتهكوا وقف إطلاق النار وشكلوا تهديدا للقوات الإسرائيلية.[34]
- بحسب ما ورد قُتل أربعة أشخاص، من بينهم طفلان برصاص الجنود الإسرائيليين أثناء توغلهم في جنين.[35][36][37] ورداً على ذلك، قامت كتائب شهداء الأقصى وسرايا القدس ومقاتلون فلسطينيون غير محددين بشن اشتباكات بالأسلحة الصغيرة وهجمات بالعبوات الناسفة ضد القوات الإسرائيلية.[38]
- أبلغت حماس الوسطاء أنها مستعدة لتمديد الهدنة لمدة أربعة أيام.[36] كما صرح مسؤول إسرائيلي لصحيفة واشنطن بوست أنهم على استعداد لتمديد الهدنة لمدة يومين أو ثلاثة أيام أخرى.[39]
- أجرى رؤساء الموساد ووكالة المخابرات المركزية والمخابرات المصرية محادثات في قطر.[40]
- وأطلقت حماس سراح 16 رهينة، وأطلقت إسرائيل سراح 30 سجينا فلسطينيا في المقابل.[41] كما زعم الجهاد الإسلامي في فلسطين أنه سلم عددًا من الرهائن إلى إسرائيل.[42]
- شارك سكان الضفة الغربية في تظاهرتين مناهضتين لإسرائيل في الخليل ونابلس.[38]
- أسقطت مدمرة أمريكية طائرة بدون طيار تابعة للحوثيين في البحر الأحمر، واعترضت البحرية الأمريكية طائرة إيرانية بدون طيار بالقرب من يو إس إس دوايت دي أيزنهاور في الخليج العربي.[38]

### 30 نوفمبر
- قتل مسلحان فلسطينيان ثلاثة أشخاص وأصابوا 16 آخرين بجراح في محطة للحافلات في حادث إطلاق نار في غفعات شاؤول في القدس الغربية.[43][44] وقُتل المنفذان، وهما إخوة من صور باهر في شرقي القدس، على يد رجال شرطة خارج الخدمة.[45] وأعلنت حماس مسؤوليتها عن الحادثة.[46][47]
- أكد الجيش الإسرائيلي وحركة حماس تمديد الهدنة لليوم السابع.[48]
- أصيب جنديان إسرائيليان بجروح طفيفة بعد تعرضهما لهجوم دهس على حاجز بالقرب من بقعوت. ثم قُتل السائق.[49]
- وأطلقت حماس سراح ثمانية رهائن.[50] كما أطلقت إسرائيل سراح 30 سجينًا فلسطينيًا.[51]
- أفادت وسائل إعلام سعودية أن مستودع أسلحة يسيطر عليه الحوثيون في صنعاء تعرض لهجوم بغارة جوية إسرائيلية. ونفى مسؤولون حوثيون هذا التقرير زاعمين أن محطة وقود تعرضت للقصف بدلاً من ذلك.[52]
- نفذت كتائب شهداء الأقصى أربع هجمات استهدفت قوات الاحتلال في مدن قلقيلية وطوباس وطولكرم.[53]
- قال رئيس منظمة الصحة العالمية تيدروس أدهانوم غيبريسوس إن الاحتياجات الصحية في غزة زادت بشكل كبير، على الرغم من أن ثلث مرافقها الصحية فقط كانت تعمل.[54]
- ذكرت وزارة الصحة أن هناك حاجة لإجلاء المئات من غزة لتلقي الرعاية الطبية.[55]

## ديسمبر 2023

### 1 ديسمبر
- انتهى وقف إطلاق النار لمدة سبعة أيام رسميًا.[56] في الساعة 07:00 بتوقيت غزة استأنف الجيش الإسرائيلي العمليات القتالية بنفس الكثافة السابقة بينما استمرت المحادثات في قطر.[57][58]
- تم إسقاط منشورات تحتوي على خرائط في خان يونس تصور مئات مناطق الإخلاء.[57][59]
- استهدفت كتائب القسام الجناح العسكري لحماس مدن تل أبيب وأسدود وغلاف غزة برشقات صاروخية.[60]
- دمرت غارة جوية إسرائيلية مبنى كبيرا في خان يونس.[61] وقالت وزارة الصحة في غزة أن أكثر من 180 شخصا قتلوا منذ انتهاء الهدنة.[62][63]
- أصيب خمسة جنود إسرائيليين في هجوم بقذائف الهاون بالقرب من نيريما.[64]
- قالت حماس أنها أطلقت وابلا من الصواريخ باتجاه تل أبيب. أصيبت عدة أشخاص، على الرغم من أن الجيش الإسرائيلي لم يعلق على الأضرار التي لحقت بالممتلكات.[65] كما أفاد الجهاد الإسلامي في فلسطين أنه أطلق صواريخ على القدس الغربية ومدن إسرائيلية أخرى.[66]
- وذكرت منظمة أطباء بلا حدود أن مستشفى العودة تعرض لأضرار جراء القصف الإسرائيلي.[67]
- اضطر الأطباء إلى علاج المرضى على الأرض بعد اكتظاظ المستشفيات.[68]

### 2 ديسمبر
- وأعلنت وزارة الصحة في غزة ارتفاع عدد الشهداء منذ بداية الحرب إلى 15207 شهيدًا وأعداد المصابيين إلى 40652 مصابًا.[69]
- ارتكبت قوات الأحتلال الإسرائيلي مجزرة جديدة بقصف استهدف بناية سكنية تعود لعائلة "آل عبيد" على رؤوس ساكنيها في مخيم جباليا شمالي قطاع غزة، راح ضحيتها نحو 100 شهيد وجرح العشرات وفقدان آخرون تحت الأنقاض[70] ومن أبرز ضحايا هذه المجزرة رئيس الجامعة الإسلامية بغزة الدكتور سفيان تايه وعائلته وهو مصنَّف ضمن أفضل 2% من الباحثين حول العالم عام 2021م. وهو أستاذ الفيزياء النظرية والرياضيات التطبيقية.[71]
  - اعتراف الجيش الإسرائيلي بمقتل قائد اللواء الجنوبي في فرقة غزة العقيد عساف حمامي في هجوم السابع من أكتوبر، وأنَّ فصائل المقاومة تحتفظ بجثمانه في غزة.[72]
- انسحب الموساد من المفاوضات في قطر، حيث أشار رئيس الموساد ديفيد بارنيا إلى فشل حماس في إطلاق سراح جميع الرهائن من النساء والأطفال المدرجين في القائمة.[73][74]
- حديث صحيفة روسية عن مبادرة للتسوية مقترحة من قبل تركيا، وأنَّ المبادرة قيد الإعداد، وهي تتعلق بإنشاء منظومة للدول الضامنة لأطراف النزاع.[75]
- وأعلن الرئيس الفرنسي إيمانويل ماكرون أنه سينتقل مباشرة من مؤتمر الأمم المتحدة لتغير المناخ 2023 المنعقد في دبي بدولة الإمارات العربية المتحدة إلى الدوحة لإجراء محادثات حول الهدنة.[76]
- قال الجيش الإسرائيلي إنه قتل وسام فرحات، قائد كتيبة الشجاعية التابعة لحماس في غارة جوية.[77]
- قال الجيش الإسرائيلي أنه نفذ عملية في جباليا، قتل فيها مقاتلين من حماس ودمر بنيتها التحتية، بما في ذلك الأنفاق والمنشآت تحت الأرض.[78]
- وفذ الفلسطينيون 25 هجومًا صاروخيًا وقذائف هاون على إسرائيل.[79]
- واشتبك الجيش الإسرائيلي مع مقاتلين فلسطينيين في خمس بلدات بالضفة الغربية.[79]
- قالت كتائب القسام أنها استهدفت موقع قيادة وسيطرة إسرائيلي شرق بيت حانون. كما أطلقت المجموعة قذيفة صاروخية استهدفت جرافة إسرائيلية بالقرب من جحر الديك.[80]

### 3 ديسمبر

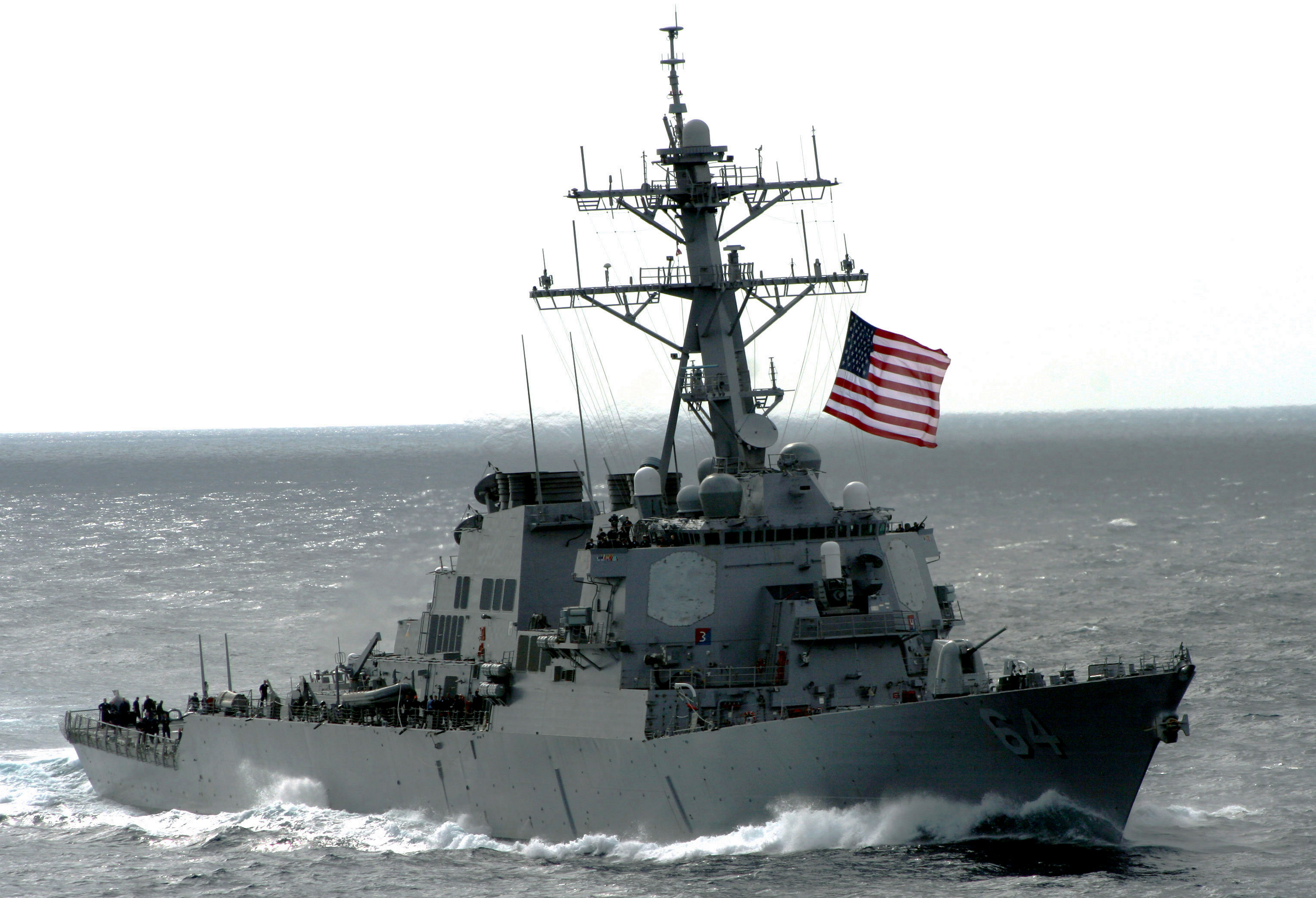
مدمرة الصواريخ الموجهة يو إس إس كارني (DDG 64) في عام 2006

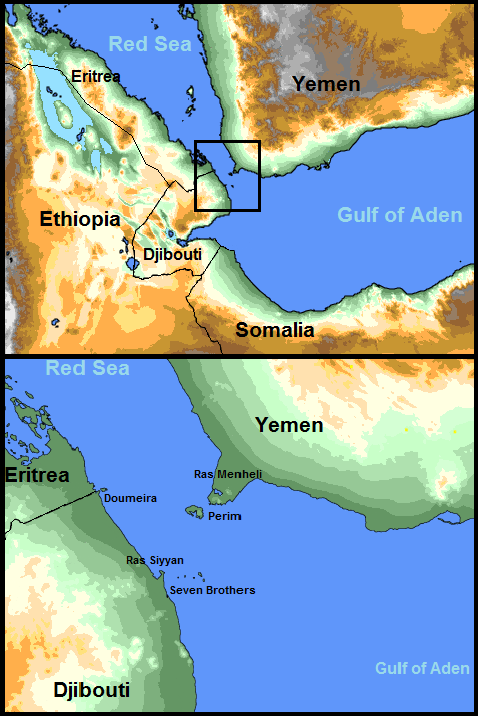
يبلغ عرض الممر الرئيسي لمضيق باب المندب 26 كم (16 ميل).

- قال متحدث باسم وزارة الصحة في غزة، إن الجيش الإسرائيلي قصف مخيم جباليا للاجئين، مما أسفر عن مقتل وإصابة العشرات.[81]
- أسقطت المدمرة الأمريكية يو إس إس كارني طائرتين مسيرتين تابعتين للحوثيين متجهتين نحوها أثناء استجابتها لنداء استغاثة من سفينة تجارية مدنية تعرضت لهجوم بصاروخ باليستي.[82] تم الهجوم على سفينتين ورد أنهما مرتبطتان بإسرائيل، وهما Unity Explorer وNumber Nine؛[83][84] حيث أمر الحوثي بتغيير مسارهم.[85] كما تعرضت سفينة شحن ثالثة وهي صوفي 2 [86]
- أعلن مدير الشاباك رونين بار أن الحكومة الإسرائيلية حددت هدف القضاء على حماس.[87]
- أعلن الجيش الإسرائيلي أنه وسع عملياته البرية لتشمل كل قطاع غزة.[88]
- أطلق الجيش الإيراني طائرة بدون طيار بالقرب من يو إس إس دوايت دي أيزنهاور.[89]
- أطلقت كتائب الشهيد عز الدين القسام وابلا من الصواريخ على تل أبيب، وأطلقت الجبهة الشعبية لتحرير فلسطين صواريخ على جنوب إسرائيل، وأعلنت كتائب شهداء الأقصى مسؤوليتها عن ثلاث هجمات في الضفة الغربية.[89]
- اعتقلت قوات الاحتلال الإسرائيلي 34 شخصا، بينهم ثمانية نشطاء زعمت أنهم ينتمون لحركة حماس، خلال مداهمات ليلية في بلدات بالضفة الغربية.[89]
- قصف الجيش الإسرائيلي مستشفى الشهيد كمال عدوان الحكومي مما أسفر عن مقتل أربعة أشخاص على الأقل.[90]

### 4 ديسمبر
- قال مسؤول كبير في الجيش الإسرائيلي إن إسرائيل قتلت أكثر من 5000 مسلح طوال الحرب.[91]
- وحذر مسؤولون إيرانيون من أن الهجمات الإسرائيلية على المصالح الإيرانية في سوريا "لن تمر دون رد".[92]
- أطلق الجناح المسلح للجبهة الديمقراطية لتحرير فلسطين وكتائب القسام صواريخ على جنوب إسرائيل وتل أبيب من غزة.[93]
- اشتبكت كتائب شهداء الأقصى مع القوات الإسرائيلية في اشتباك بالأسلحة الخفيفة في مخيم قلنديا للاجئين.[94]
- اشتبك المقاتلون الفلسطينيون مع القوات الإسرائيلية في اشتباك بالأسلحة الصغيرة وفجروا عبوة ناسفة استهدفت القوات الإسرائيلية في جنين، في حين قالت الجبهة الشعبية لتحرير فلسطين إنها ستصعد الهجمات ردًا على قيام القوات الإسرائيلية بقتل مقاتلين فلسطينيين في قلقيلية.[95]
- هدم الجيش الإسرائيلي قصر العدل الواقع في جنوب مدينة غزة، وهو مبنى مهم يضم المحكمة العليا الفلسطينية، ومحكمة الاستئناف، والمحكمة الابتدائية.[96]
- شهد قطاع غزة بأكمله انقطاعًا شبه كامل للإنترنت.[97]
- قالت وسائل الإعلام الرسمية الإيرانية قناة العالم الإخبارية وإذاعة جمهورية إيران الإسلامية إن مجموعة فلسطينية جديدة تسمى كتائب بديا سيطرت على بديا في شمال الضفة الغربية.[98]

### 5 ديسمبر
- ذكرت صحيفة نيويورك تايمز أن الجيش الإسرائيلي بدأ هجوم في جنوبي غزة.[99] وأفاد الجيش الإسرائيلي أن جنوده وصلوا إلى مركزي خان يونس وجباليا. وقال قائد القيادة الجنوبية الجنرال يارون فينكلمان إن القوات شاركت في أعنف قتال منذ بدء الغزو البري.[100]
- شنت القوات الإسرائيلية غارتين على مخيم جنين للاجئين، حيث قام مقاتلون فلسطينيون بتفجير عبوات ناسفة وإطلاق أسلحة خفيفة بالقرب من بيت لحم.[101]
- قصفت غارة جوية إسرائيلية مدرسة معن في خان يونس بالقرب من مجمع ناصر الطبي، والتي كانت تستخدمها الأونروا كملجأ. وأسفر الهجوم عن مقتل ما لا يقل عن 25 شخصًا، بالإضافة إلى وقوع إصابات متعددة.[102]
- ذكر الأطباء في مستشفى شهداء الأقصى الحكومي أنهم لا يستطيعون التعامل مع العدد الزائد من المرضى الذين يستقبلونهم في المستشفي.[103]

### 6 ديسمبر
- اعترض نظام آرو الدفاعي الإسرائيلي صاروخاً أطلق من اليمن. وأطلقت صفارات الإنذار في إيلات، رغم أن الصاروخ لم يدخل المجال الجوي الإسرائيلي.[104]
- أسقطت المدمرة الأمريكية يو إس إس كارني طائرة مسيرة من الأراضي التي يسيطر عليها الحوثيون في اليمن فوق جنوب البحر الأحمر.[105]
- قال مسؤولون إسرائيليون إن الجيش الإسرائيلي قتل نصف قادة حماس من المستوى المتوسط في غزة.[106]
- التقى وزير الدفاع الإسرائيلي يوآف غالانت مع رؤساء البلديات ورؤساء المجالس المحلية في نهاريا لمناقشة التهديد الذي يشكله حزب الله لسكان الشمال. وقال جالانت إنه إذا فشلت الدبلوماسية، فإن إسرائيل ستستخدم جيشها لإجبار حزب الله لتراجع شمال نهر الليطاني.[107]
- ذكرت منظمة أطباء بلا حدود أن الوقود والإمدادات الطبية في مستشفى شهداء الأقصى كانت منخفضة للغاية.[108][109]

### 7 ديسمبر
- استشهد الشاعر والناشط رفعت العرير مع عائلته في غارة جوية إسرائيلية.[110]
- حذرت مصر الولايات المتحدة وإسرائيل من عدم السماح بوضع من شأنه أن يدفع الفلسطينيين النازحين إلى الفرار إلى شبه جزيرة سيناء، قائلة إنه قد يتسبب في تمزق في العلاقات المصرية الإسرائيلية.[111]
- قال نتنياهو إن إسرائيل "ستحول بيروت إلى غزة" إذا انضم حزب الله إلى الحرب.[112]
- وهاجم فلسطينيون القوات الإسرائيلية خلال الأقتحامات الإسرائيلية في جنين ورام الله.[113]
- قصفت إسرائيل ودمرت المسجد العمري الكبير في غزة.[114]

### 8 ديسمبر
- وزعم الجيش الإسرائيلي أنه اكتشف نفقاً لحماس يبلغ طوله حوالي كيلومتر واحد ويؤدي من جامعة الأزهر إلى مدرسة قريبة.[115]
- أكد وكيل الأمين العام للشؤون الإنسانية مارتن غريفيث أن برنامج المساعدات التابع للأمم المتحدة إلى غزة لم يعد فعالاً، [115] وقال مدير الأونروا في غزة توماس وايت إن النظام المدني ينهار، مع نهب قوافل المساعدات ورشق مركبات الأمم المتحدة بالحجارة.[116] وقال المفوض العام لوكالة الأونروا فيليب لازاريني إن 133 من العاملين فيها قتلوا، كما نزح 85% من السكان، أي ما يعادل 1.9 مليون شخص، بعضهم نزح عدة مرات.[117][118]
- استخدمت الولايات المتحدة حق النقض (الفيتو) ضد قرار في مجلس الأمن الدولي يدعو إلى وقف فوري لإطلاق النار في غزة. امتنعت المملكة المتحدة فقط عن التصويت بينما صوت الأعضاء الثلاثة عشر الباقون بالموافقة.[119][120][121]
- داهمت قوات الاحتلال الإسرائيلي موقعاً لكتيبة دير البلح التابعة لحركة حماس في قطاع غزة.[122]
- شنت كتائب القسام ثلاثة رشقات صاروخية على تل أبيب، فيما أطلقت سرايا القدس أربع هجمات أخرى باتجاه جنوب إسرائيل.[123]
- استشهد ما لا يقل عن ستة فلسطينيين في اشتباكات مع القوات الإسرائيلية بالقرب من طوباس، واشتبكت القوات الإسرائيلية مع مقاتلين فلسطينيين في موقعين في قلقيلية.[124]

### 9 ديسمبر
- حذر المتحدث العسكري لجماعة الحوثيين العميد يحيى سريع شركات الشحن من التعاون مع إسرائيل، قائلا إن جميع السفن المتجهة إلى إسرائيل في البحر الأحمر ستصبح هدفا بغض النظر عن جنسيتها.[125]
- حذر مستشار الأمن القومي الإسرائيلي تساحي هنغبي من أن إسرائيل لم تعد قادرة على قبول حزب الله على حدودها، وقال إنه سيتعين عليها التحرك إذا استمرت الحزب في تشكيل تهديد.[126]
- وافقت وزارة الخارجية الأمريكية على البيع الطارئ لـ 14 ألف طلقة من ذخيرة الدبابات لإسرائيل.[127]
- بحسب ما ورد أبلغ نتنياهو الرئيس جو بايدن أن إسرائيل ستتحرك عسكريًا ضد جماعة الحوثين إذا فشلت الولايات المتحدة في القيام بذلك.[128]
- أسقطت فرقاطة فرنسية طائرتين مسيرتين أطلقتا من السواحل اليمنية فوق البحرالأحمر.[129]
- ذكرت منظمة الصحة العالمية أن اثنين من العاملين الصحيين قتلا بالرصاص على يد الجيش الإسرائيلي في مستشفى العودة المحاصر منذ 5 ديسمبر.[130]
- وقال مدير مستشفى غزة الأوروبي إن عددا من المسعفين أصيبوا في الغارات الجوية الإسرائيلية.[131]

### 10 ديسمبر
- وحذرت حماس إسرائيل من أنه لن يترك أي رهينة غزة على قيد الحياة دون "تبادل ومفاوضات".[132]
- وقالت الجبهة الشعبية لتحرير فلسطين إن مهاجمة القوات الأمريكية والإسرائيلية في المنطقة من أجل إخراجها يجب أن يظل هدفا.[بحاجة لمصدر]</link>[ بحاجة لمصدر ]
- وأطلق قناصة سرايا القدس النار على جنديين إسرائيليين قرب الزيتون.[بحاجة لمصدر]</link>[ بحاجة لمصدر ]
- وذكرت وزارة الصحة أن 50 ألف شخص أصيبوا منذ بداية النزاع.[133]
- وذكرت منظمة أطباء بلا حدود أن الجيش الإسرائيلي أجبرها على إخلاء عيادتي الشهداء وبني شويلا، وأن الرعاية الصحية انهارت بالكامل.[134]

### 11 ديسمبر
- أطلقت حماس وابلا من الصواريخ باتجاه وسط إسرائيل، مما أدى إلى إصابة شخص في حولون.[135]
- قال جبش الاحتلال أنه عثر على منشأة للتدريب على استخدام آر بي جي داخل مسجد في جباليا، وعثروا على أسلحة أخرى مختلفة وقنابل يدوية وخراطيش.[136]
- أحبط الجنود الإسرائيليون محاولة حماس لنصب كمين لموقعهم ودمروا فتحة نفق.[136]
- نظم الفلسطينيون إضرابا عاما في الضفة الغربية.[137]
- واستخدمت قوات الاحتلال قنابل الدخان تجاه سكان مخيم جباليا للاجئين [138]
- أطلقت كتائب القسام صاروخين على تل أبيب ردا على الهجمات في غزة، وأطلقت الجبهة الديمقراطية لتحرير فلسطين قذائف هاون على موقع للجيش الإسرائيلي في جنوب إسرائيل.[139]
- وذكرت منظمة أطباء بلا حدود أن أحد أطبائها داخل مستشفى العودة أصيب برصاص قناص إسرائيلي.[140]
- ذكر مدير مستشفى كمال عدوان أن إسرائيل قتلت والدتين وأطفالهما حديثي الولادة عندما استهدفت إسرائيل قسم الولادة.[141] وأكدت الأمم المتحدة عمليات القتل.[142]

### 12 ديسمبر
- اقتحمت قوات الاحتلال مستشفى كمال عدوان بعد قصفه لعدة أيام.[143] وتم اعتقال العشرات من الطاقم الطبي من بينهم مدير المستشفى.[144]
- نفذ المقاتلون الحوثيون في الليلة السابقة هجومًا صاروخيًا على الناقلة التجارية المملوكة للنرويج إم تي ستريندا،[145] بدعوى أنها كانت تنقل النفط الخام إلى محطة إسرائيلية؛ صرح مالك شركة Mowinckel Chemical Tankers بأنها كانت متجهة إلى إيطاليا حاملة زيت النخيل، [146] وأن طاقمها الهندي لم يصب بأذى.[147]
- قال الجيش الإسرائيلي إن أكثر من عُشر جنوده الذين قُتلوا في غزة لقوا حتفهم نتيجة نيران صديقة.[148]
- استشهد ستة فلسطينيين بنيران طائرة إسرائيلية بدون طيار خلال غارة على جنين.[149]
- أبلغت إسرائيل الولايات المتحدة أنها بدأت اختبار دقيق لإغراق أنفاق حماس في غزة بمياه البحر.[144]
- صوتت الجمعية العامة للأمم المتحدة لصالح المطالبة بوقف فوري لإطلاق النار في غزة. وصوتت لصالحه 153 دولة، في حين صوتت 10 دول ضده وامتنعت 23 دولة عن التصويت.[150]
- تعرض جنود من الكتيبة 13 في جيش الإسرائيلي لهجوم بثلاث عبوات ناسفة زرعتها حماس أثناء قيامهم بعمليات تفتيش لمباني في ضواحي مدينة غزة. مما أدي إلى قُتل سبعة جنود واثنين من كبار القادة.[151]
- داهمت قوات الاحتلال مستشفى كمال عدوان.[152][153]
- رداً على ذلك، صرح تيدروس أدهانوم غيبريسوس أن منظمة الصحة العالمية تشعر بقلق بالغ على الطاقم الطبي لكمال عدوان.[154]
- أشار الأطباء في مجمع ناصر الطبي في خان يونس إلى نقص الإمدادات وغياب الوظائف الطبية تقريبًا.[155]

### 13 ديسمبر
- استجابت المدمرة USS Mason لنداء استغاثة من Ardmore Encounter، التي كانت تتعرض لهجوم بطائرة بدون طيارمن قيل الحوثيين.[156][157]
- قالت السفيرة الإسرائيلية لدى المملكة المتحدة تسيبي هوتوفلي في مقابلة مع سكاي نيوز إنها ترفض بشكل مطلق حل الدولتين.[158]
- قُتل قائد الكتيبة 13 من لواء جولاني التابع للجيش الإسرائيلي تومر غرينبرغ في معركة مع عدد من الجنود في الشجاعية.[159][160]
- كان هناك 240 شخصًا محاصرين في العودة، محاصرين من قبل القناصة الإسرائيليين، دون مياه نظيفة ويعيشون على وجبة واحدة يوميًا من الخبز أو الأرز.[161]

### 14 ديسمبر
- تعرضت ثلاث سفن، وهي ميرسك جبل طارق التي ترفع علم هونغ كونغ، والجسرة، وMSC Palatiun III، لهجوم بصواريخ الحوثيين.[162][163][164][165]
- ألقي القبض على سبعة أشخاص، من بينهم أربعة أعضاء مزعومين في حماس، في الدنمارك وألمانيا وهولندا بتهمة التخطيط لشن هجمات على مؤسسات يهودية في جميع أنحاء أوروبا.[166]
- أفادت وزارة الصحة أنه تم إجلاء 2500 نازح داخليًا من كمال عدوان قسراً، وأن جنود الجيش الإسرائيلي منعوا الطاقم الطبي من مواصلة تقديم الدعم لـ 12 طفلاً في العناية المركزة وعشرة مرضى في قسم الطوارئ، مما أدى إلى وفاة شخصين.[167]

### 15 ديسمبر

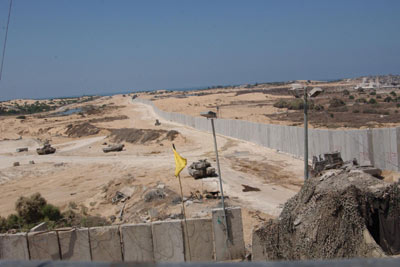
صورة لمحور فيلادلفيا وتحصيناته

- شن الجيش الإسرائيلي أول هجوم كبير له على رفح وطريق فيلادلفيا باستخدام الطائرات والطائرات بدون طيار.[168]
- قُتل ما لا يقل عن 17 شخصًا وجُرح العشرات عندما أصابت نيران المدفعية مدرسة حيفا ومنزلًا سكنيًا.[169]
- وافقت إسرائيل على إعادة فتح معبر كرم أبو سالم الحدودي أمام المساعدات لغزة.[170]
- أصدر الجيش الإسرائيلي بيانا كشف فيه أنهم قتلوا ثلاثة من الرهائن التابعين لهم في عمل من أعمال النيران الصديقة خلال العمليات في الشجاعية، قائلين إن القوات أطلقت النار على الرهائن الثلاثة وقتلتهم بعد أن ظنوا خطأ أنهم تهديد. وتم التعرف على الرهائن في وقت لاحق بعد إعادة جثثهم إلى إسرائيل.[171][172] وكان الرهائن يلوحون بعلم أبيض عندما تم إطلاق النار عليهم.[173][174]
- واهمت إسرائيل مجمع الشفاء. وذكر أحد الصحفيين في مكان الحادث أن إسرائيل استهدفت مولدات المستشفى ووحدة الاتصالات، مما أدى إلى قطع الاتصال بالعالم الخارجي.[175]

### 16 ديسمبر
- أسقطت البحرية الأمريكية 14 طائرة مسيرة للحوثيين في البحر الأحمر،[176] والمدمرة البريطانية إتش إم إس دايموند واحدة.[177]
- أعلنت أكبر مجموعة شحن في العالم، شركة البحر الأبيض المتوسط للشحن (MSC)، أنها لن ترسل بعد الآن سفنًا عبر البحر الأحمر (بعد قرارات مماثلة اتخذتها سي إم ايه - سي جي أم، وميرسك، وهاباج لويد ) وإعادة ضبط مساراتها حول رأس الرجاء الصالح.[178][179]
- بحسب ما ورد أعدمت إيران جاسوساً يعمل لصالح الموساد في مقاطعة سيستان وبلوشستان.[180]
- أطلق قناص إسرائيلي النار على أم مسيحية وابنتها أثناء تواجدهما في كنيسة العائلة المقدسة الكاثوليكية شمال قطاع غزة، فقتلهما.[181][182]
- أعلنت وزارة الخارجية الفرنسية أن أحد موظفيها توفي متأثرا بجراح أصيب بها في غارة جوية إسرائيلية على رفح أدت إلى مقتل 11 شخصا.[183] كما أدانت الهجوم.[184]
- أفاد الصحفيون أن الجرافات الإسرائيلية سحقت العشرات الذين كانوا يحتمون خارج مستشفي كمال عدوان.[185]

### 17 ديسمبر
- اقترح رئيس مجلس بلدة المطلة ديفيد أزولاي في مقابلة مع محطة موسيقى البوب راديو 103 إف إم إرسال جميع سكان غزة إلى مخيمات اللاجئين في لبنان وتسوية قطاع غزة بحيث يصبح متحفاً فارغاً مثل أوشفيتز.[186][187]
- أعلن الجيش الإسرائيلي عن اكتشاف أكبر نفق لحركة حماس حتى الآن، بحوالي 2.5 متر يبلغ طولها كيلومتراً، وعمقها 50 متراً في بعض المناطق، وكبير بما يكفي لاستيعاب المركبات.[188][189]
- وقالت وزارة الصحة في غزة إن 90 فلسطينيا استشهدوا في الغارات الإسرائيلية على مخيم جباليا للاجئين.[190]
- أعلن رئيس الأركان العامة الإسرائيلي هرتسي هاليفي أن الجيش الإسرائيلي أسر 1000 شخص في غزة.[191]
- علقت شركة أورينت أوفرسيز كونتينر لاين جميع أعمالها مع إسرائيل بسبب مشاكل تشغيلية بعد أن تعرضت إحدى سفنها لهجوم الحوثيين في البحر الأحمر.[192]
- تجمع الفلسطينيون في الجامعة العربية الأمريكية في جنين للتظاهر تضامنا مع شعب غزة.[193]
- بحسب ما ورد تم تدمير مستشفى كمال عدوان.[194]
- أدت قذيفة دبابة إلى مقتل أطفال عندما أصابت جناح الأطفال في مجمع ناصر الطبي.[195]

### 18 ديسمبر
- أعلنت شركة بريتيش بتروليوم أنها ستوقف جميع الشحنات عبر البحر الأحمر مؤقتًا.[196] كما أوقفت إيفرجرين البحرية عملياتها.[197]
- أعلن وزير الدفاع الأمريكي لويد أوستن في البحرين عن تشكيل تحالف حارس الازدهار (فرقة العمل التي خلفت فرقة العمل المشتركة 153) التي تضم الولايات المتحدة والمملكة المتحدة وكندا وفرنسا وإيطاليا وهولندا والنرويج وسيشيل والبحرين وإسبانيا، لحماية السفن في البحر الأحمر من هجمات الحوثيين.[198][199][200] وأعلنت إيطاليا مشاركتها بعد ذلك بوقت قصير. وأعلن الحوثيون أن ذلك لن يوقفهم، وتعهدوا بمواصلة الهجمات ضد السفن الإسرائيلية والسفن المتجهة إلى إسرائيل في البحر الأحمر.[201][202]
- قصف الجيش الإسرائيلي موقعا للجيش السوري في جنوب سوريا ردا على هجوم من البلاد باتجاه مرتفعات الجولان في وقت سابق من ذلك اليوم.[203]
- تعرض المستشفى الأهلي العربي للهجوم، مما أدى إلى إجبار النازحين على الخروج واعتقال طبيبين.[204]

### 19 ديسمبر
- قتلت طائرة حربية تابعة للجيش الإسرائيلي بتوجيه من الشاباك، ممول حماس صبحي فروانة في رفح.[205]
- تم إطلاق وابل من الصواريخ على وسط إسرائيل.[206]
- قُتل ما لا يقل عن 13 فلسطينيًا وأصيب كثيرون آخرون في غارة جوية شنها الجيش الإسرائيلي على مخيم جباليا للاجئين.[207] قُتل 29 فلسطينيًا آخرين ودُمرت ثلاثة مبانٍ في غارة جوية إسرائيلية على منطقة سكنية في رفح.[208]
- أفادت أنباء عن مقتل العشرات في قصف مدفعي استهدف حي الرمال بمدينة غزة.[209]
- ادعى إيتسيك كوهين قائد الفرقة 162 في الجيش الإسرائيلي أن قواته تمكنت من كسر القدرات العملياتية للواء شمال مدينة غزة التابع لحماس، وادعى أن فرقته لديها سيطرة عملياتية في جباليا.[210]
- أبلغت إسرائيل قطر بأنها مستعدة لهدنة لمدة أسبوع مقابل إطلاق حماس سراح 40 رهينة.[211]
- أصدرت شركة عقارية إسرائيلية إعلانا يروج لبناء مستوطنات غير قانونية للإسرائيليين في المناطق التي دمرها القصف الإسرائيلي في قطاع غزة.[212]
- صرح تيدروس أدهانوم غيبريسوس أن الأمم المتحدة وجدت ظروفًا مقلقة للغاية في مجمع ناصر الطبي في أعقاب الهجوم الذي وقع في 17 ديسمبر على وحدة الأطفال بالمستشفى.[213]
- ذكرت منظمة أطباء بلا حدود أن القوات الإسرائيلية استولت على مستشفى العودة، حيث قامت القوات بتجريد ملابس جميع الرجال والفتيان فوق سن السادسة عشرة وتقييدهم واستجوابهم.[214]

### 20 ديسمبر
- زار زعيم حماس إسماعيل هنية القاهرة لبحث إمكانية التوصل إلى هدنة أخرى مع المسؤولين المصريين.[215][216] وذكرت صحيفة وول ستريت جورنال أن حماس رفضت اقتراح إسرائيل بوقف القتال مؤقتًا مقابل إطلاق سراح الرهائن، مؤكدة أن إطلاق سراح الرهائن الإسرائيليين لن يتم النظر فيه حتى يتم التوصل إلى وقف لإطلاق النار.[217] وقد رفضت إسرائيل ذلك في اليوم التالي.[218]
- منعت ماليزيا السفن التي ترفع العلم الإسرائيلي من دخول البلاد وألغت تصاريحها لشركة زيم، أكبر شركة شحن إسرائيلية.[219][220]
- وقصف الجيش الإسرائيلي منطقة قريبة من مستشفى الكويت التخصصي في رفح.[221]
- قال الجيش الإسرائيلي إنه اكتشف مركز قيادة رئيسي لحركة حماس في مدينة غزة.[222]
- هدد زعيم الحوثيين عبد الملك الحوثي بضرب السفن الحربية الأمريكية إذا استهدفت قواته.[223]
- قالت مفوضية الأمم المتحدة السامية لحقوق الإنسان إنها تلقت تقارير مزعجة تفيد بأن القوات الإسرائيلية قتلت ما لا يقل عن 11 فلسطينيا أعزل في غزة.[224][225][226]
- افاد الهلال الأحمر بأن فرق الطوارئ والإنقاذ لم تتمكن من الوصول إلى الجرحى.[227]
- كان المستشفى الكويتي مكتظا بأعداد كبيرة من الجرحى في أعقاب غارة جوية على رفح.[228]

### 21 ديسمبر
- أعلن الجيش الإسرائيلي أن الفرقة 99 التابعة له أكملت عملياتها في جنوب مدينة غزة وبدأت في توسيع نطاقها ليشمل الأجزاء الوسطى من قطاع غزة، وأن الفرقة 39 أكملت عملياتها في الشجاعية.[229]
- ادعى المتحدث باسم الجيش الإسرائيلي دانييل هاغاري أن أكثر من 2000 من مقاتلين حماس قتلوا في الغارات والقتال البري منذ نهاية الهدنة في 1 ديسمبر.[230]
- ذكر تقرير للأمم المتحدة أن أكثر من 500 ألف شخص، أي ربع سكان غزة، يعانون من المجاعة. وقال عارف حسين كبير الاقتصاديين في برنامج الغذاء العالمي: «أنه لم ير شيئاً، بحجم ما يحدث في غزة».[231]
- وثت حماس مقطع فيديو يظهر ثلاثة أسرى إسرائيليين قالت إنهم قتلوا على يد الجيش الإسرائيلي.[232][233]
- وأعلنت كتائب شهداء الأقصى مسؤوليتها عن تفجير عبوة ناسفة استهدفت قوات الاحتلال الإسرائيلي في المرج وقلقيلية. ألقى مقاتلون فلسطينيون متفجرات محلية الصنع على أبواب مستوطنة بيتار عيليت، وهي مستوطنة إسرائيلية غير قانونية تقع غرب بيت لحم.[234]
- هدمت جرافات الاحتلال الإسرائيلي مقبرة الشيخ شعبان في حي الساحة شرق غزة، وسحقت الجثث المدفونة هناك.[235]
- أعلنت المقاومة الإسلامية في العراق مسؤوليتها عن هجوم بطائرة بدون طيار على إيلات اعترضته القوات الجوية الملكية الأردنية،[236] بالإضافة إلى هجوم آخر بطائرة بدون طيار على حقل كاريش للغاز التي اعترضتها طائرات مقاتلة تابعة للجيش الإسرائيلي.[237]
- وطالبت حماس بالإفراج عن ثلاثة من كبار القادة الفلسطينيين في أي صفقة رهائن مع إسرائيل، وهم مروان البرغوثي من فتح، وأحمد سعدات من الجبهة الشعبية لتحرير فلسطين، وعبد الله البرغوثي من حماس.[238]
- وفاد الهلال الأحمر أن الجيش الإسرائيلي داهم مركز الإسعاف التابع له.[239]
- بحسب ما ورد قُتل ممرض برصاص قناص في مستشفى العودة.[240]
- أصيب مدير عام وزارة الصحة في غزة في غارة جوية على منزله.[241]

### 22 ديسمبر
- منعت شرطة الاحتلال الإسرائيلي الفلسطينيين من دخول المسجد الأقصى لأداء صلاة الجمعة.[242][243]
- أدت غارة جوية إسرائيلية على مبنى في مدينة غزة إلى مقتل 76 فردًا من عائلة كبيرة، بما في ذلك المخضرم في برنامج الأمم المتحدة الإنمائي عصام المغربي.[244]
- تظاهر فلسطينيون في رام الله دعما للفضائل التي تقاتل في قطاع غزة.[245]
- قصف عنيف على محيط مستشفى الأمل بخانيونس.[246]
- ذكر الهلال الأحمر الفلسطيني أن إسرائيل دمرت جميع سيارات الإسعاف في مركزها، وأن 47 رجلاً جُرِّدوا من ملابسهم وتعرضوا للضرب والتعذيب.[247]

### 23 ديسمبر
- ضربت طائرة بدون طيار تابعة للحوثيين السفينة إم في سايبابا التابعة لإسرائيل والتي ترفع علم الغابون، ومعظمها من طاقم هندي، قبالة الساحل الغربي للهند، مما أدى إلى وقوع أضرار وحرائق ولكن لم تقع إصابات. عرضت البحرية الهندية المساعدة، ونشرت لاحقًا عدة مدمرات للردع.[248][249] وفي الوقت نفسه تقريبًا، تعرضت ناقلة المواد الكيميائية MV Chem Pluto، التي ترفع العلم الليبيري والمملوكة لليابان وتديرها هولندا، لهجوم من إيران على مسافة 370 كيلومتر (200 NM) قبالة الساحل الغربي للهند، جنوب غرب فيرافال.[250]
- قال لواء يفتاح التابع للجيش الإسرائيلي كمينًا ضد حركة حماس في جنوب مدينة غزة، مما أسفر عن مقتل العشرات من المقاتلين. وفي نفس المنطقة، قتل قناصة من نفس اللواء العديد من مقاتلي حماس الذين كانوا يستعدون لمهاجمة القوات الإسرائيلية.[251]
- أفادت وزارة الصحة في غزة بوقوع مجزرة في مخيم جباليا للاجئين، حيث تم إعدام عشرات المدنيين في الشوارع.[225]
- نظمت احتجاجات في قيسارية ضد نتنياهو.[252]
- أعلنت إسرائيل عن مقتل خمسة جنود من الجيش الإسرائيلي في القتال في غزة، ليصل إجمالي عدد القتلى إلى 144.[253]
- وذكر المكتب الإعلامي لحكومة غزة أن الجيش الإسرائيلي أعدم 137 مدنيا في مدينة غزة.[254]
- أسقطت المدمرة يو إس إس لابون أربع طائرات مسيرة انطلقت من الأراضي التي يسيطر عليها الحوثيون في اليمن واستهدفت المدمرة.[255]
- قصف عنيف على محيط مستشفى الأمل بخانيونس.[246]
- ذكر الهلال الأحمر الفلسطيني أن إسرائيل دمرت جميع سيارات الإسعاف في مركزها المحاصر، وأن 47 رجلاً جُرِّدوا من ملابسهم وتعرضوا للضرب والتعذيب.[247]
- ذكر الهلال الأحمر الفلسطيني أن الجيش الإسرائيلي يحتجز ثمانية فرق إنقاذ الطوارئ.[256]
- أفاد رئيس قسم طب الأطفال في مستشفى كمال عدوان عن ظروف حصار الجيش الإسرائيلي قائلاً: «لقد حفر الجنود القبور هذا الصباح وسحبوا الجثث بالجرافات، ثم سحقوا الجثث بالجرافات. ولم أر شيئاً كهذا من قبل».[257]

### 24 ديسمبر
- أعلنت إسرائيل عن مقتل عشرة جنود، مشيرة إلى أن 15 جنديًا قتلوا منذ 23 ديسمبر، ليصل عدد القتلى في الجيش الإسرائيلي في عمليتهم البرية إلى 154. كما زعمت أنها قتلت رئيس الإمدادات في حماس.[258][259]
- وقالت وزارة الصحة في غزة إن 70 شخصا على الأقل قتلوا في الهجمات الإسرائيلية على مخيم المغازي للاجئين.[260] وأسفرت غارة جوية أخرى في خان يونس عن مقتل 23 شخصا.[261]
- قال نتنياهو إن إسرائيل تدفع ثمناً باهظاً جداً لاجتياحها قطاع غزة.[262]
- وأعلنت شركة ميرسك أنه مع إنشاء عملية حارس الازدهار فإنها ستستأنف عملياتها في قناة السويس والبحر الأحمر في أقرب وقت ممكن من إن سمحت الناحية التشغيلية.[263][264]
- أفاد مدير مجمع ناصر الطبي أن الأطباء يعالجون الجروح الناجمة عن الأسلحة المحرمة دولياً.[265]

### 25 ديسمبر
- أعلنت إسرائيل عن مقتل جنديين من الجيش الإسرائيلي في غزة، ليصل عدد القتلى في العملية البرية إلى 156.[266]
- أسفرت غارة جوية إسرائيلية خارج دمشق عن مقتل السيد رضي موسوي، القائد الأعلى والمستشار الكبير للحرس الثوري الإيراني.[267]
- وذكرت وزارة الصحة في غزة أن 250 فلسطينيا على الأقل قتلوا في الهجمات الإسرائيلية خلال الـ 24 ساعة الماضية، ليصل إجمالي عدد القتلى إلى 20674.[268]
- قامت عائلات الرهائن بمضايقة نتنياهو في الكنيست.[269][270]
- ذكر المكتب الإعلامي الحكومي أن 23 مستشفى خرجت عن الخدمة، وأن النظام الصحي في المرحلة الأخيرة من الانهيار، وأن 9000 شخص توفوا بسبب نقص الخدمات الطبية.[271]
- أفادت وزارة الصحة في غزة أن 800 ألف شخص في شمال غزة لا يحصلون على الرعاية الصحية.[272]

### 26 ديسمبر
- أعلنت إسرائيل أن خمسة من جنودها، من بينهم اثنان من لواء الاحتياط المدرع 179، قتلوا وأصيب أربعة آخرون، مما رفع عدد القتلى في الجيش الإسرائيلي في غزو غزة إلى 161.[273][274]
- أعلنت وزارة الصحة في غزة أن 241 فلسطينيا استشهدوا في الهجمات الإسرائيلية خلال الـ 24 ساعة الماضية، ليصل إجمالي عدد القتلى إلى 20915.[275]
- أعلنت البحرية الهندية أنها ستنشر ثلاث مدمرات مزودة بصواريخ موجهة. وهي INS Mormugao, INS Kochi, and INS Kolkata للحفاظ على وجود رادع في بحر العرب ردًا على الهجمات على السفن بالقرب من ساحلها.[276][277]
- تعرض مقر جمعية الهلال الأحمر الفلسطيني في خان يونس لأضرار جسيمة بعد تعرضه للقصف الإسرائيلي،[278][279] مما أدى إلى إصابة العديد من الموظفين.[280] وفقدت فيما بعد الجمعية الاتصال بفرق الطوارئ بسبب انقطاع الاتصالات.[281]
- فقد الهلال الأحمر الاتصال بفرق الطوارئ التابعة له بسبب انقطاع الاتصالات.[281]
- صرح تيدروس أدهانوم غيبريسوس: «أن نظام الرعاية الصحية كان تحت ضغط لا يطاق، وأن المرضى في مستشفى شهداء الأقصى سيموتون أثناء انتظار العلاج».[282]

### 27 ديسمبر
- أعلنت إسرائيل أن ثلاثة جنود من لواء جفعاتي قتلوا في القتال في غزة، مما رفع عدد القتلى في الجيش الإسرائيلي إلى 164.[283]
- أعلنت وزارة الصحة في غزة أن 195 فلسطينيا قتلوا في الهجمات الإسرائيلية خلال الـ 24 ساعة الماضية، ليرتفع إجمالي عدد القتلى إلى 21110.[284]
- قالت وزارة الصحة في غزة إن 20 فلسطينيا على الأقل استشهدوا وأصيب آخرون في غارة جوية إسرائيلية قرب مستشفى الأمل في خان يونس.[285]
- قال رئيس أركان الجيش الإسرائيلي هرتسي هاليفي خلال زيارة للقيادة الشمالية: «إن الجيش في مستوى عالٍ جدًا من الاستعداد» مع تصاعد هجمات حزب الله من لبنان.[286]
- أفادت التقارير عن هجمات لقوات الاحتلال الإسرائيلي في محيط مستشفى مدينة الأمل في خان يونس.[287]

### 28 ديسمبر
- أعلن الجيش الإسرائيلي عن مقتل ثلاثة جنود من سلاح المدرعات التابع له، ليصل عدد القتلى في غزة إلى 167.[288]
- قالت وزارة الصحة في غزة إن ما لا يقل عن 50 فلسطينيا استشهدوا في غارات جوية إسرائيلية صباح اليوم على مناطق بيت لاهيا وخان يونس والمغازي.[289]
- أعلنت وزارة الصحة في غزة أن 210 فلسطينيين على الأقل قتلوا في الهجمات الإسرائيلية خلال الـ 24 ساعة الماضية، مما يرفع عدد القتلى في غزة إلى 21320.[290]
- أصدر المرصد الأورومتوسطي لحقوق الإنسان تقريراً يفيد بمقتل 29,124 فلسطينياً جراء الهجمات الإسرائيلية على قطاع غزة منذ 7 أكتوبر. وشمل العدد 11422 طفلاً و5822 امرأة. وذكروا أيضًا أن 56,122 فلسطينيًا أصيبوا بجروح في الفترة نفسها.[291]
- وفادت وزارة الصحة في غزة أنه في المساء قُتل ما لا يقل عن 20 فلسطينيًا في غارة جوية إسرائيلية على رفح.[292]
- أدت غارة جوية إسرائيلية على مبنى مدني في بنت جبيل بلبنان إلى مقتل ثلاثة أستراليين. وقال حزب الله أن أحد الضحايا هو أحد مقاتليه.[293]
- أعلنت المقاومة الإسلامية في العراق مسؤوليتها عن هجوم بطائرة بدون طيار بالقرب من مدينة إليعاد في الجزء الجنوبي من مرتفعات الجولان التي تحتلها إسرائيل.[294]
- ذكر مدير العمليات بوزارة الصحة في غزة أن 1.6 مليون شخص في رفح بحاجة إلى رعاية طبية وأن هناك حاجة إلى تدخل دولي.[295]

### 29 ديسمبر
- قتل ما لا يقل عن 20 فلسطينيا في غارة جوية إسرائيلية فجرا على مخيم النصيرات للاجئين.[296]
- أعلنت إسرائيل أن جنديًا من اللواء 551 قُتل خلال القتال في شمال قطاع غزة، مما رفع عدد القتلى من الجيش الإسرائيلي في غزة إلى 168.[297]
- أفادت وزارة الصحة في غزة أن 187 فلسطينيا قتلوا في الهجمات الإسرائيلية خلال الـ 24 ساعة الماضية، ليرتفع عدد القتلى إلى 21507.[298]
- أعدمت إيران أربعة أشخاص من مقاطعة أذربيجان الغربية واعتقلت ستة آخرين بتهمة التجسس لصالح الموساد.[299][300]
- وافقت الولايات المتحدة دون مراجعة الكونغرس الأمريكي على صفقة بيع أسلحة طارئة لإسرائيل بقيمة 147.5 مليون دولار.[301][302]
- رفعت جنوب أفريقيا قضية جنوب أفريقيا ضد إسرائيل (ارتكاب الإبادة الجماعية) في محكمة العدل الدولية متهمة إسرائيل بارتكاب أعمال إبادة جماعية في غزة.[303]
- ذكر المكتب الإعلامي لحكومة غزة أن 800,000 من سكان شمال غزة لم يتمكنوا من الوصول إلى المستشفيات، وأن 7,000 شخص ما زالوا مدفونين تحت الأنقاض.[304]
- وصفت الأمم المتحدة النظام الصحي في غزة بأنه «محطم» وقالت إن المرضى «ينتظرون الموت».[305]

### 30 ديسمبر
- أفادت وزارة الصحة في غزة أن 165 فلسطينيا قتلوا في الهجمات الإسرائيلية خلال الـ 24 ساعة الماضية، ليرتفع عدد القتلى إلى 21672.[306]
- أعلنت إسرائيل عن مقتل جنديين، وبذلك يصل عدد القتلى في صفوف الجيش الإسرائيلي في غزة إلى 170.[307]
- قُتل 23 من العناصر الموالية لإيران في غارات جوية إسرائيلية بالقرب من بلدة البوكمال السورية على الحدود مع العراق.[308]
- وفي المساء، قُتل أربعة من العناصر الغيرال سورية المدعومة من إيران في غارات جوية إسرائيلية بالقرب من مطار النيرب العسكري قرب حلب.[309]
- وقبيل منتصف الليل، قُتل 12 فلسطينيًا في غارة جوية إسرائيلية على مدينة الزوايدة.[310]
- و\قال نتنياهو إنه يتعين على إسرائيل السيطرة على الممر الحدودي بين مصر وقطاع غزة لضمان «تجريد المنطقة من السلاح».[311]
- وأعلنت كتائب أبو علي مصطفى مقتل أحد الرهائن في غارة جوية إسرائيلية.[312][313]
- أسفرت غارة جوية قرب المستشفى الأوروبي في خان يونس عن مقتل خمسة أشخاص.[314]

### 31 ديسمبر
- قُتل ما لا يقل عن 10 مسلحين حوثيين وأصيب اثنان عندما أغرقت مروحيات أطلقت من السفن الحربية الأمريكية ثلاث من سفنهم.[315][316]
- أدت الغارات الجوية الإسرائيلية على وسط غزة إلى مقتل 35 شخصا على الأقل.[317]
- سحبت إسرائيل خمسة ألوية من قطاع غزة.[318]
- أعلنت المقاومة الإسلامية في العراق مسؤوليتها عن هجومين بطائرات بدون طيار في مكان غير محدد في مرتفعات الجولان المحتلة، اعترضتهما طائرات مقاتلة إسرائيلية،[318] بالإضافة إلى هجوم آخر بطائرات بدون طيار على إيلات اعترضه الجيش الإسرائيلي.[319]
- وذكرت وزارة الصحة في غزة أن 150 فلسطينيا قتلوا في الهجمات الإسرائيلية خلال الـ 24 ساعة الماضية، ليرتفع عدد القتلى إلى 21822.[320]
- أعلنت إسرائيل مقتل جنديين في غزة، مما رفع عدد قتلى الجيش الإسرائيلي هناك إلى 172.[321]
- استشهد الوزير الفلسطيني السابق وخطيب المسجد الأقصى يوسف سلامة وأصيب عدد من أفراد عائلته في غارة جوية إسرائيلية على مخيم المغازي للاجئين.[322]

## يناير 2024

### 1 يناير
- أعلنت وزارة الصحة في غزة أن 156 فلسطينيا على الأقل قتلوا في الهجمات الإسرائيلية خلال الـ 24 ساعة الماضية، ليرتفع عدد القتلى إلى 21978.[323]
- أعلن الجيش الإسرائيلي أنه سيسحب قواته جزئيا من غزة ويتحول نحو عمليات أكثر استهدافا ضد حماس.[324]
- استشهد مساء اليوم 15 فلسطينيا، جراء غارة جوية إسرائيلية على مبنى سكني في دير البلح.[325]
- زعم الجيش الإسرائيلي أنه قتل قائد سرية النخبة عادل مسمار في غارة جوية في دير البلح.[326]
- نشرت إيران السفينة الحربية ألبرز في مضيق باب المندب ردا على مقتل 10 مقاتلين حوثيين على يد القوات الأمريكية في اليوم السابق.[327]
- نشرت وزارة الصحة التركية على موقع X أنها استقبلت 292 جريحًا ومريضًا من غزة لتلقي العلاج.[328]

### 2 يناير
- وذكرت وزارة الصحة في غزة أن 207 فلسطينيين على الأقل قتلوا في الهجمات الإسرائيلية خلال الـ 24 ساعة الماضية، ليصل عدد القتلى إلى 22185.[329]
- واستشهد أربعة فلسطينيين برصاص القوات الإسرائيلية خلال مداهمة بلدة عزون بالضفة الغربية.[330]
- اعتقلت السلطات التركية 33 شخصا للاشتباه في تجسسهم لصالح إسرائيل.[331]
- أدت غارة جوية إسرائيلية على مقر جمعية الهلال الأحمر الفلسطيني في خان يونس إلى مقتل وإصابة عدد من الأشخاص.[332]
- أعلنت إسرائيل أن جنديًا من سلاح الهندسة القتالية الإسرائيلي قُتل وأصيب اثنان آخران في القتال شمال غزة، ليصل عدد القتلى في الجيش الإسرائيلي إلى 174.[333]
- قُتل نائب رئيس المكتب السياسي لحماس صالح العاروري مع ستة آخرين في غارة إسرائيلية بطائرة بدون طيار في جنوب بيروت.[334]
- تم قصف مقر جمعية الهلال الأحمر الفلسطيني، مما أدى إلى مقتل خمسة أشخاص من بينهم طفل رضيع.[335]
- تعرض مستشفى الأمل للهجوم من قبل القوات الإسرائيلية.[336]

### 3 يناير
- أعلنت إسرائيل أن جنديًا من وحدة النخبة ياهالوم قُتل في غزة، مما رفع عدد القتلى من الجيش الإسرائيلي هناك إلى 175.[337]
- أعلنت وزارة الصحة في غزة أن 128 فلسطينيا على الأقل قتلوا في الهجمات الإسرائيلية خلال الـ 24 ساعة الماضية، ليصل عدد القتلى إلى 22313.[338]
- أدان مسؤول بالأمم المتحدة الهجوم الإسرائيلي على خان يونس والذي أدى إلى مقتل خمسة أشخاص، من بينهم طفل حديث الولادة، كانوا يحتمون بمستشفى الأمل.[339]
- أفادت جمعية الهلال الأحمر الفلسطيني بأن الهجمات الإسرائيلية تتزايد بالقرب من مستشفى الأمل.[340]

### 4 يناير
- استشهد 14 شخصا على الأقل في غارة جوية إسرائيلية غرب خان يونس.[341]
- أعلنت وزارة الصحة في غزة أن 125 فلسطينيا استشهدوا في الهجمات الإسرائيلية خلال الـ 24 ساعة الماضية، ليرتفع عدد القتلى إلى 22438.[342]
- استشهد مساء اليوم خمسة فلسطينيين على الأقل في غارة جوية إسرائيلية على مخيم النصيرات.[343]
- قالت جمعية الهلال الأحمر الفلسطيني إن إسرائيل قصفت منزل مدير مركز إسعاف غزة المركزي.[344] كما أفادت بهجوم آخر على مستشفى الأمل أدى إلى مقتل شخص واحد.[345]

### 5 يناير
- ذكرت وزارة الصحة في غزة أن 162 فلسطينيا على الأقل قتلوا في الهجمات الإسرائيلية خلال الـ 24 ساعة الماضية، ليصل عدد القتلى إلى 22600.[346]
- أعلنت شركة ميرسك مرة أخرى أنها ستتجنب إرسال السفن عبر البحر الأحمر وخليج عدن في المستقبل القريب بسبب هجمات الحوثيين على سفنها.[347]
- نصبت كتائب القسام كمينًا لفرقة مشاة تابعة لالجيش الإسرائيلي في بني سهيلا بخانيونس وقالت أنها قتلت وجرحت عدة جنود.[348]
- وردت أنباء عن قصف إسرائيلي بالقرب من مستشفى النصر.[349]
- أدان الاتحاد الدولي لجمعيات الصليب الأحمر والهلال الأحمر الاعتداءات الإسرائيلية على مستشفى الأمل ومقر الهلال الأحمر الفلسطيني.[350]
- أنشأت منظمة أطباء بلا حدود مستشفى ميدانياً في رفح، وقالت: «لموظفون راكعون وملطخون بالدماء على الأرض في محاولة لإنقاذ حياة شخص ما، بل وحتى التنبيب على الأرض».[351]

### 6 يناير
- واستشهد 22 شخصا في غارة جوية إسرائيلية على منزل في خان يونس خلال الساعات الأولى من الصباح.[352]
- ذكرت وزارة الصحة في غزة أن 122 شخصا على الأقل قتلوا في الهجمات الإسرائيلية خلال الـ 24 ساعة الماضية، ليرتفع عدد القتلى إلى 22722.[353]
- أعلنت إسرائيل مقتل ضابط من لواء ناحال في شمال غزة، ليصل عدد قتلى الجيش الإسرائيلي في غزة إلى 176.[354]
- زعم الجيش الإسرائيلي أنه قام بتفكيك هيكل قيادة حماس في شمال غزة، وقال إن المسلحين كانوا يعملون في المنطقة بشكل متقطع فقط.[355]
- ادعى الجيش الإسرائيلي والشاباك أن إسماعيل سراج قائد كتيبة النصيرات التابعة لحماس، ونائبه قُتلا في غارة جوية.[356]
- إصابة مواطن نازح برصاص قناص إسرائيلي في صدره أمام مستشفى الأمل.[357]

### 7 يناير
- وقتل سبعة فلسطينيين على الأقل في غارة جوية بطائرة بدون طيار بينما قتل ضابط شرطة إسرائيلي في انفجار قنبلة على جانب الطريق خلال غارة إسرائيلية في جنين.[358]
- أعلن الدفاع المدني في غزة أن ما لا يقل عن 8000 شخص في عداد المفقودين في غزة، ويفترض أنهم مدفونون تحت أنقاض المباني المدمرة.[359]
- أفادت وزارة الصحة في غزة أن 113 فلسطينيا على الأقل قتلوا في الهجمات الإسرائيلية خلال الـ 24 ساعة الماضية، ليصل عدد القتلى إلى 22835.[360]
- قال الرئيس الإسرائيلي إسحاق هرتزوغ إن إسرائيل ليس لديها خطط لطرد الفلسطينيين من غزة.[361]
- أعلنت المقاومة الإسلامية في العراق مسؤوليتها عن هجوم على قاعدة إسرائيلية في مرتفعات الجولان وهجوم بصواريخ كروز على هدف حيوي في خليج حيفا.[362][363]
- ذكر مكتب غزة الإعلامي أن هناك 6000 جريح ينتظرون الموافقة على علاجهم في مصر.[364]
- ذكرت وزارة الصحة في غزة أن الطائرات الإسرائيلية بدون طيار كانت تطلق النار على "أي شيء يتحرك"، وكانت تهدف إلى تعطيل المستشفى.[365]

### 8 يناير
- ذكرت وزارة الصحة في غزة أن 249 فلسطينيا على الأقل قتلوا في الهجمات الإسرائيلية خلال الـ 24 ساعة الماضية، ليصل عدد القتلى إلى 23084.[366]
- استشهد ثلاثة فلسطينيين برصاص قوات الاحتلال الإسرائيلي أثناء توغلها في طولكرم.[367]
- بحسب ما ورد أطلقت طائرات بدون طيار النار على أشخاص بالقرب من مستشفى الأقصى.[368]
- أفادت منظمة أطباء بلا حدود أن موظفيها وعائلاتهم، بما في ذلك فتاة تبلغ من العمر خمس سنوات، أصيبوا جراء القصف الإسرائيلي على ملجأ لمنظمة أطباء بلا حدود.[369]

### 9 يناير
- أعلنت إسرائيل أن تسعة من جنودها قتلوا في القتال في غزة، مما رفع عدد القتلى من الجيش الإسرائيلي هناك إلى 187.[370]
- أفادت وزارة الصحة في غزة أن 126 فلسطينيا قتلوا في الهجمات الإسرائيلية خلال الـ 24 ساعة الماضية، ليصل عدد القتلى إلى 23210.[371]
- قبل منتصف الليل بقليل، قُتل ما لا يقل عن 15 فلسطينيًا وجُرح عشرات آخرون في غارة جوية إسرائيلية على مبنى سكني في رفح.[372]
- أسقطت السفن البحرية الأمريكية والبريطانية 21 طائرة مسيرة وصاروخًا فوق البحر الأحمر خلال ما قيل إنه أكبر هجوم للحوثيين في المنطقة.[373]
- قال السفير السعودي لدى المملكة المتحدة، خالد بن بندر آل سعود في مقابلة مع بي بي سي إن السعودية مهتمة بالتطبيع مع إسرائيل بعد انتهاء الحرب، لكنه أضاف أن أي اتفاق يجب أن يؤدي إلى إنشاء دولة فلسطينية.[374][375]

### 10 يناير
- أفادت وزارة الصحة في غزة أن 147 فلسطينيا قتلوا في الهجمات الإسرائيلية خلال الـ 24 ساعة الماضية، ليصل عدد القتلى إلى 23357.[376]
- سيطر الجيش الإسرائيلي على قرية خربة خزعة بعد أسابيع من القتال.[377][378]
- قُتل ما لا يقل عن أربعين شخصًا في قصف إسرائيلي بالقرب من مدخل مستشفى شهداء الأقصى.[379]
- أفاد الهلال الأحمر الفلسطيني أن غارة جوية إسرائيلية قتلت أربعة مسعفين ومريضين في سيارة إسعاف.[380]
- ذكرت وزارة الصحة في غزة أنها تحقق في الإصابات الناجمة عن الأسلحة المحرمة دولياً، وحذرت من أن 800 ألف شخص في شمال غزة "حكم عليهم بالإعدام" بسبب انهيار نظام الرعاية الصحية.[381]

### 11 يناير
- أفادت وزارة الصحة في غزة أن 112 فلسطينيا قتلوا في الهجمات الإسرائيلية خلال الـ 24 ساعة الماضية، ليرتفع عدد القتلى إلى 23469.[382]
- استشهد تسعة فلسطينيين وأصيب آخرون في غارة جوية إسرائيلية مساء على منزل في حي الشوكة بمدينة رفح.[383]
- رفعت جنوب أفريقيا دعوى أمام محكمة العدل الدولية تتهم فيها إسرائيل بارتكاب "إبادة جماعية" في غزة.[384]
- اختفى اثنان من قوات البحرية الأمريكية بسبب حادث مؤسف أثناء البحث عن أسلحة إيرانية مهربة لحركة الحوثي في اليمن.[385]